# Falcuna lybia
Falcuna lybia är en fjärilsart som beskrevs av Otto Staudinger 1892. Falcuna lybia ingår i släktet Falcuna och familjen juvelvingar. Inga underarter finns listade i Catalogue of Life.